# Rineloricaria jubata
Rineloricaria jubata är en fiskart som först beskrevs av George Albert Boulenger 1902.  Rineloricaria jubata ingår i släktet Rineloricaria och familjen Loricariidae. Inga underarter finns listade i Catalogue of Life.